# Silba adelosa
Silba adelosa är en tvåvingeart som beskrevs av Mcalpine 1964. Silba adelosa ingår i släktet Silba och familjen stjärtflugor. Inga underarter finns listade i Catalogue of Life.